# 5169 Дюффелл
5169 Дюффелл  (5169 Duffell) — астероїд головного поясу, відкритий 6 вересня 1986 року.
Тіссеранів параметр щодо Юпітера — 3,604.